# Crkva sv. Petra u Sv. Petru Čvrstecu
Crkva sv. Pavla u Sv. Petru Čvrstecu je klasicistička župna crkva iz 19. stoljeća u Svetom Petru Čvrstecu u okolici Križevaca.
Nastala je na mjestu stare crkve, koja se spominje još u 14. stoljeću. Od stare crkve ostao je dio zvonika iz 16. stoljeća. Postojeća crkva sagrađena je od kamena 1821. godine u klasicističkom stilu. Na glavnom oltaru je kip sv. Petra s kipovima sv. Pavla i sv. Andrije. Nabavljeni su u Tirolu. Pokrajnji oltari sv. Vida i sv. Križa, veliko raspelo te propovjedaonica nabavljeni su iz Remeta 1825. godine. Glavni oltar i desni oltar sv. Antuna Padovanskog izradio je majstor Budicki iz Zagreba početkom 20. stoljeća.  Iznad glavnog oltara su likovi četvorice evanđelista. Iznad propovijedaonice je kip uskrslog Krista rad zagrebačkog kipara Josipa Weinachta iz oko 1745. godine.
Crkva se nalazi na povišenom položaju u središtu mjesta po kojoj je mjesto i dobilo ime. 

## Orgulje
Antun Šimenc izgradio je orgulje za crkvu 1869. godine. Glazbalo ima ovu dispoziciju:
| Manual C–f3 |            |    |
| 1.          | Principal  | 8′ |
| 2.          | Viola      | 8′ |
| 3.          | Gedeckt    | 8′ |
| 4.          | Flauto     | 4′ |
| 5.          | Octav      | 2′ |
| 6.          | Mixtura II |    |

| Pedal C–h |               |     |
| 7.        | Subbass       | 16′ |
| 8.        | Principalbass | 8′  |
| 9.        | Octavbass     | 4′  |

Spojevi: man-ped. 

Trakture su mehaničke s kliznicama.